# Поместный собор
Поме́стный собо́р (также региональный; греч. τοπικὴ σύνοδος) — собор епископов поместной Церкви или определённой её области для обсуждения и разрешения вопросов и дел вероучения, религиозно-нравственной жизни, устройства, управления и дисциплины.
Согласно Уставу Русской православной церкви, Поместный собор избирает патриарха, принимает решения о предоставлении автокефалии, автономии или самоуправления частям Русской церкви.

## История
Практика созыва Церковных соборов возникла в Древней церкви и берёт своё начало с Иерусалимского собора, на который собрались апостолы для решения вопросов соблюдения крещёными из язычников требований Моисеева закона (Деян. 15). Решения ряда Поместных соборов, наряду со Вселенскими, стали нормами церковного права.
Соборы древности именуют по городам, в которых они происходили (Лаодикийский, Сардикийский и т. п.). Существует деление также по географическому положению Церквей, представители которых в них участвовали в работе Собора (Восточной церкви, Западной церкви), по названиям Поместных церквей, в которых собирались Соборы (Соборы Константинопольской церкви, Антиохийской, Римской, Карфагенской и т. п.), по названиям стран и территорий, где они проходили (испанские, малоазийские), по народностям (Соборы Русской, Сербской, Румынской церквей), по конфессиям (Соборы Православной, Католической, Грузинской, Армянской, Лютеранской церквей).
В доникейскую эпоху соборы епископов не имели никакой определенно установленной регулярности — ни во времени, ни в пространстве, ни в представительстве, ни в повестке (компетенции). Они проводились «на злобу дня» и в периоды затишья гонений. С прекращением гонений этим неупорядоченным местным соборам пришли на смену регулярные соборы, проводившиеся в каждой (за несколькими исключениями) имперской провинции
Изначально Соборы были исключительно собраниями епископов, на которых миряне и младшие клирики имели лишь право совещательного голоса или роль свидетелей, но не принимали непосредственного участия в принятии решений. Последнее — прерогатива епископов. Но под влиянием протестантской теологии российские славянофилы (Алексей Хомяков, Юрий Самарин, Фёдор Самарин, Николай Аксаков, Иван Киреевский и др.) в русской религиозной среде стали продвигать идеи более активного участия мирян не только в обсуждении актуальных вопросов, но и в принятии по ним решений. В этом отношении Поместный собор Российской православной церкви 1917—1918 годов был прецедентом в мировой церковной истории: на этом Соборе миряне не только участвовали в обсуждении всех вопросов, стоявших на повестке Собора, но и голосовали по ним.

## В Русской церкви

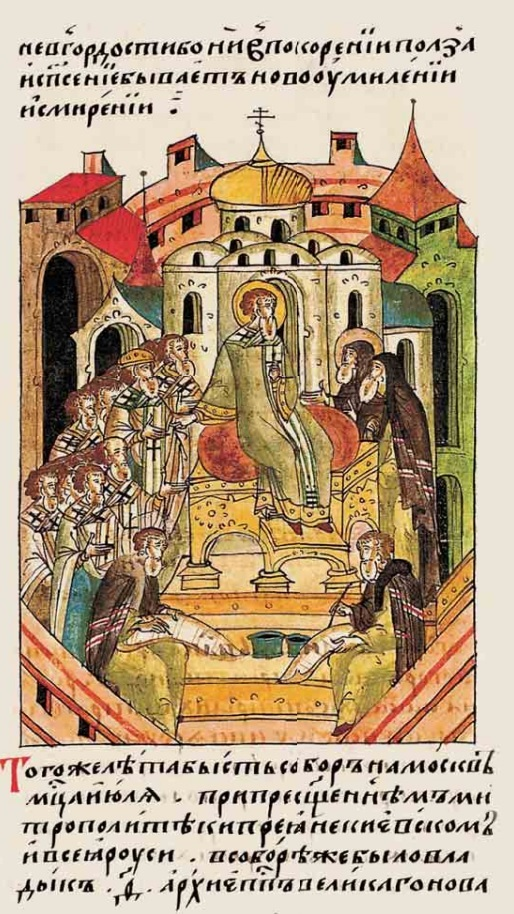
Иллюстрация из Лицевого летописного свода. «В том же году был в Москве Собор месяца июля при преосвященном Киприане, митрополите Киевском и всея Руси»

До XX века термин «поместный собор» активно использовался в русской исторической литературе для обозначения частных (не-Вселенских) соборов древности.
Хотя термин и употреблялся в XIX веке также и для обозначения местных соборов Русской церкви и даже в словосочетании «всероссийский поместный собор», широкое употребление термина в современном смысле пришло в начале XX века в связи с подготовкой к Всероссийскому Собору Православной российской церкви, который открылся в августе 1917 года; более половины участников Собора были миряне.
Позднейшие нормативные документы Русской православной церкви понимают Поместный собор как собрание епископата, а также представителей прочих клириков, монашествующих и мирян Русской православной церкви.

### По определению Всероссийского Собора 1917—1918 и Собора 1945
Определение Поместного Собора Православной российской церкви от 4 ноября 1917 года:

1. В Православной Российской Церкви высшая власть — законодательная, административная, судебная и контролирующая — принадлежит Поместному Собору, периодически, в определённые сроки созываемому, в составе епископов, клириков и мирян. <…>

Поместный собор, открывшийся 31 января 1945 года в московском храме Воскресения в Сокольниках, принял Положение об управлении Русской Православной Церковью. Статья 1-я Положения почти повторяет 1-й пункт Определения от 4 ноября 1917 года за изъятием слова «контролирующая»; также не говорится и о том, что Собор созывается «в определённые сроки».
Статья 7-я Поместного собора 1945 года гласила: «Патриарх для решения назревших важных вопросов созывает с разрешения правительства Собор преосвященных архиереев».

### В Русской православной церкви по Уставу 2000 года
Согласно главе II Устава Русской православной церкви:

1. Поместному Собору принадлежит высшая власть в Русской Православной Церкви в вопросах избрания Патриарха Московского и всея Руси и ухода его на покой, предоставления автокефалии, автономии или самоуправления частям Русской Православной Церкви, а также в рассмотрении тем, перечень которых определяется настоящим Уставом.
2. Поместный Собор созывается по мере необходимости Архиерейским Собором. В исключительных случаях Поместный Собор может быть созван Патриархом Московским и всея Руси (Местоблюстителем) и Священным Синодом.
3. Поместный Собор состоит из архиереев, представителей клира, монашествующих и мирян, включаемых в состав Поместного Собора по должности или избираемых, в соответствии с Положением о составе Поместного Собора.

Положение о составе Поместного Собора, а также изменения и дополнения к нему, утверждаются Архиерейским Собором.— Гл. II, п. 1-3
После Поместного собора в июне 1990 года, созванного для избрания нового патриарха, Поместный собор в патриаршество Алексия II не созывался ни разу, хотя Устав 1988 года определял, что таковой должен собираться не реже, чем каждые пять лет. Данное обстоятельство служило одним из предметов критики руководства Московской патриархии при Алексии II со стороны как либеральной, так и крайне правой части клира и мирян Церкви (в частности, см. Обращение епископа Диомида).
В связи со смертью патриарха Алексия II, последовавшей 5 декабря 2008 года, Поместный собор состоялся 27—28 января 2009 года.

### Порядок формирования состава Поместного собора
В состав Поместного собора Русской православной церкви, согласно «Положению о составе Поместного Собора Русской Православной Церкви» в редакции от 5 февраля 2013 года, входят:
1. Епархиальные архиереи Русской православной церкви;
2. Викарные архиереи Русской православной церкви;
3. Руководители следующих Синодальных учреждений:
  1. Управления делами Московской патриархии;
  2. отдела внешних церковных связей;
  3. издательского совета;
  4. учебного комитета;
  5. отдела катехизации и религиозного образования;
  6. отдела благотворительности и социального служения;
  7. миссионерского отдела;
  8. Синодального отдела по взаимодействию с Вооружёнными силами и правоохранительными учреждениями;
  9. отдела по делам молодёжи;
4. Ректоры духовных академий и Православного Свято-Тихоновского гуманитарного университета;
5. Пятеро делегатов от духовных семинарий, избранных на ректорском совещании;
6. Наместники в епископском сане мужских ставропигиальных монастырей;
7. Четыре делегата, избранные на съезде настоятельниц женских ставропигиальных монастырей;
8. Начальник Русской духовной миссии в Иерусалиме;
9. Члены комиссии по подготовке Поместного собора Русской православной церкви.
10. По три делегата от каждой епархии в составе одного клирика, одного монашествующего и одного мирянина.
11. Патриаршие приходы — в Канаде, в США, в Туркменистане, в Италии, Швеции, Финляндии, Норвегии — избирают по два делегата.